# 通性嫌気性生物

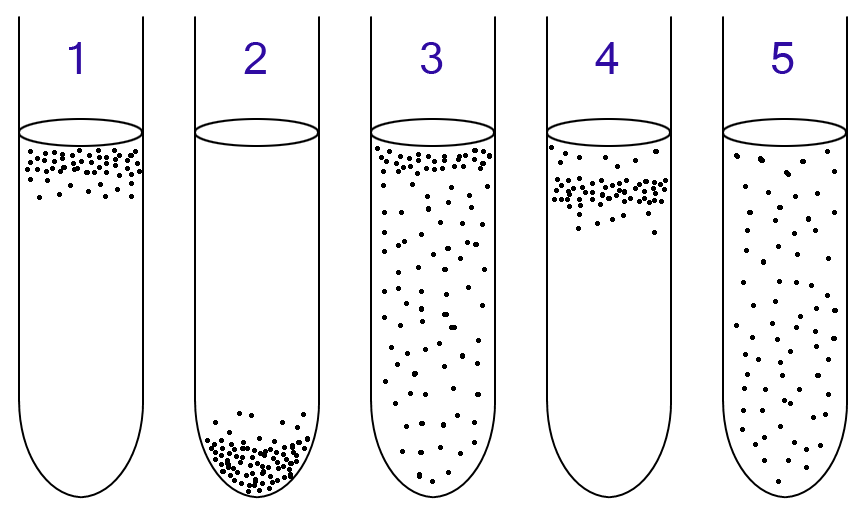
好気性および嫌気性細菌は液体培地中での培養によって区別できる。
1. 偏性好気性菌
2. 偏性嫌気性菌
3. 通性嫌気性菌
4. 微好気性細菌
5. 耐酸素性細菌

通性嫌気性生物（つうせいけんきせいせいぶつ）は、そのエネルギー獲得のため、酸素が存在する場合には好気的呼吸によってATPを生成するが、酸素がない場合においても発酵によりエネルギーを得られるように代謝を切り替えることのできる生物である。通常は細菌だが、一部真核生物や古細菌も存在する。
通性嫌気性細菌のいくつかの例を挙げると、たとえば、Staphylococcus(ブドウ球菌、グラム陽性球菌）、Corynebacterium（コリネバクテリウム属、グラム陽性桿菌）、Listeria属（リステリア属、グラム陽性桿菌）、大腸菌（エシェリキア属、グラム陰性桿菌）等がある。
真核生物は通常偏性好気性であるが、酵母のように酸素が無い条件で増殖できるものも存在する。
古細菌は偏性嫌気性ないし偏性好気性生物が多いが、Thermoplasma、Acidianus、Sulfurisphaeraの3属、及びPyrolobus fumarii、Pyrobaculum aerophilumは嫌気呼吸に切り替えることができる。

### 翻訳元
- en:Facultative anaerobic organism